# Peter Schwarzenbach
Peter Schwarzenbach (* 1938) ist ein Schweizer Musiker, Musikpädagoge und Buchautor.

## Leben
Peter Schwarzenbach hatte von 1971 bis 1996 einen Lehrauftrag für Erziehungswissenschaften und allgemeine Didaktik an der Pädagogischen Hochschule Zürich. 1974–1987 dozierte er auch an der Musikhochschule Zürich. Er leitete mit Brigitte Bryner-Kronjäger Kurse unter der Bezeichnung „Allgemeine Didaktik des Instrumentalunterrichts“ im Auftrag des Schweizerischen Musikpädagogischen Verbandes (SMPV). Er spielt Kontrabass in verschiedenen Laien- und Berufsorchestern. Zudem engagiert er sich beim Dampfbahn-Verein Zürcher Oberland und bei der Dampfbahn Furka-Bergstrecke.

## Werke
- Peter Schwarzenbach und Brigitte Bryner-Kronjäger: Üben ist doof. Gedanken und Anregungen für den Instrumentalunterricht. Waldgut Verlag, Frauenfeld 1980, Erweiterte Auflage 1993, ISBN 3-03740-001-3.
- Peter Schwarzenbach, Maja Valencak, Marc Wildi: Ein Verein betreibt ein Bahnunternehmen. Buchverlag Druckerei Wetzikon AG, 1985, ISBN 3-85981-126-6.

| Personendaten    | Personendaten                                  |
| ---------------- | ---------------------------------------------- |
| NAME             | Schwarzenbach, Peter                           |
| KURZBESCHREIBUNG | Schweizer Musiker, Musikpädagoge und Buchautor |
| GEBURTSDATUM     | 1938                                           |